# Ебергард фон Кетельгодт
Барон Ебергард фон Кетельгодт (нім. Eberhard Freiherr von Ketelhodt; 30 січня 1920, Берлін — ?) — німецький офіцер-підводник, оберлейтенант-цур-зее крігсмаріне.

## Біографія
23 вересня 1940 року вступив на флот. З листопада 1942 року — 2-й, з січня 1944 року — 1-й вахтовий офіцер на підводному човні U-307. В травні-липні пройшов курс командира човна. З 3 липня 1944 по 9 травня 1945 року — командир U-712. 

## Звання
- Кандидат в офіцери (23 вересня 1940)
- Морський кадет (1940)
- Фенріх-цур-зее (1 серпня 1941)
- Оберфенріх-цур-зее (1 липня 1942)
- Лейтенант-цур-зее (1 січня 1943)
- Оберлейтенант-цур-зее (1 жовтня 1944)

## Нагороди
- Нагрудний знак підводника (10 жовтня 1943)
- Залізний хрест
  - 2-го класу (10 грудня 1943)
  - 1-го класу (11 травня 19440
- Фронтова планка підводника в бронзі (1944)